# Thomomys bottae
Thomomys bottae là một loài động vật có vú trong họ Chuột nang, bộ Gặm nhấm. Loài này được Eydoux & Gervais mô tả năm 1836.

## Hình ảnh

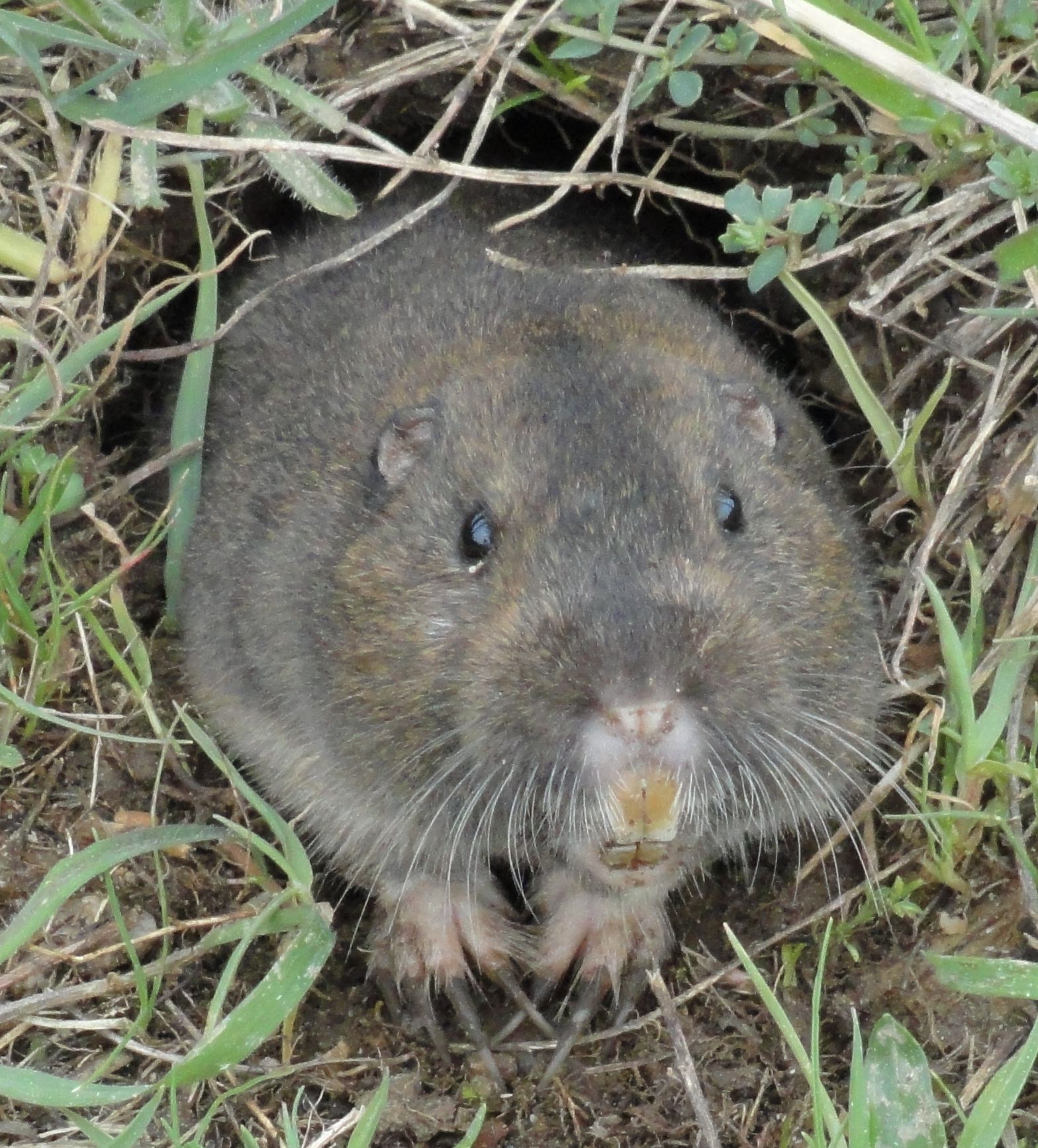
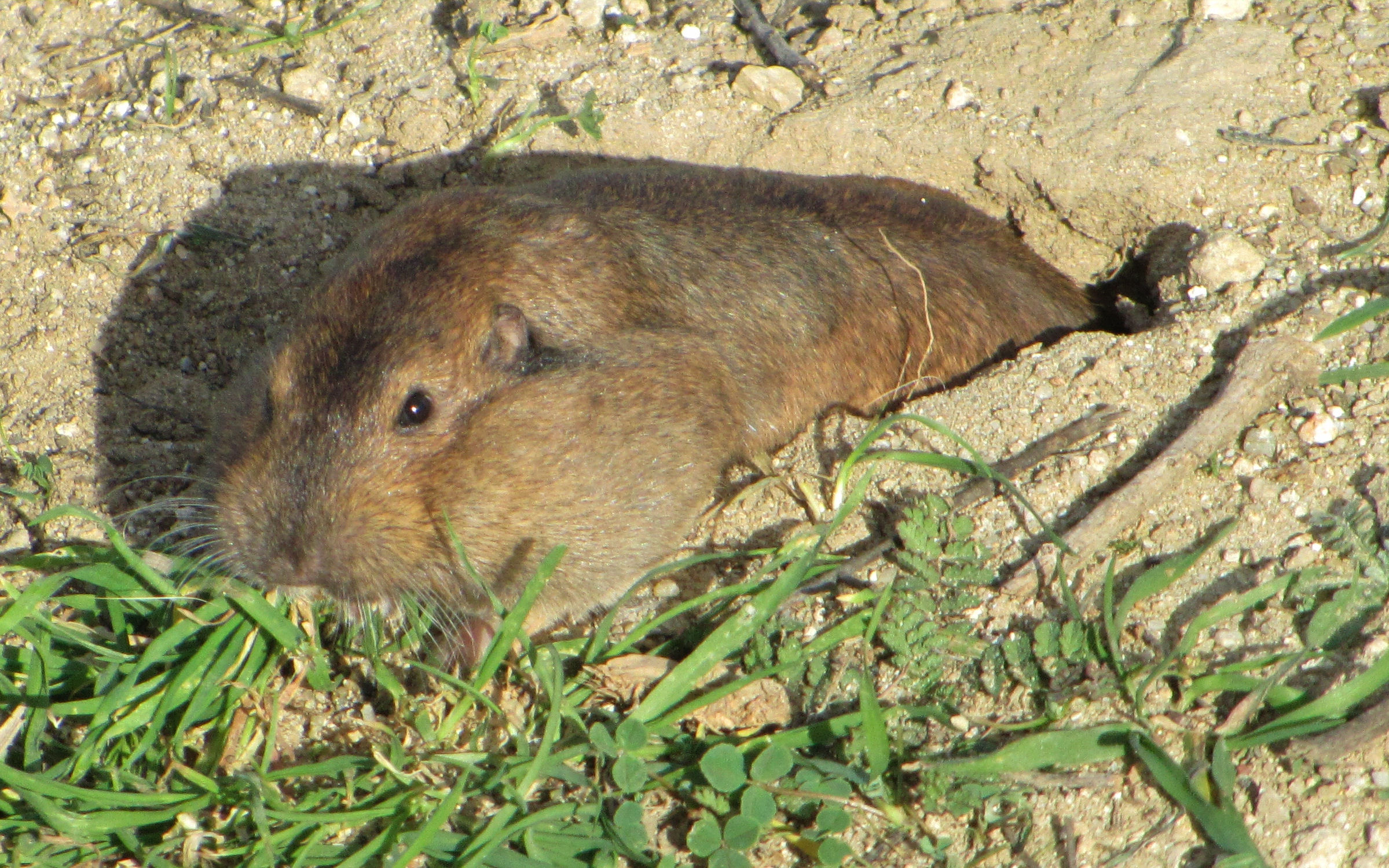
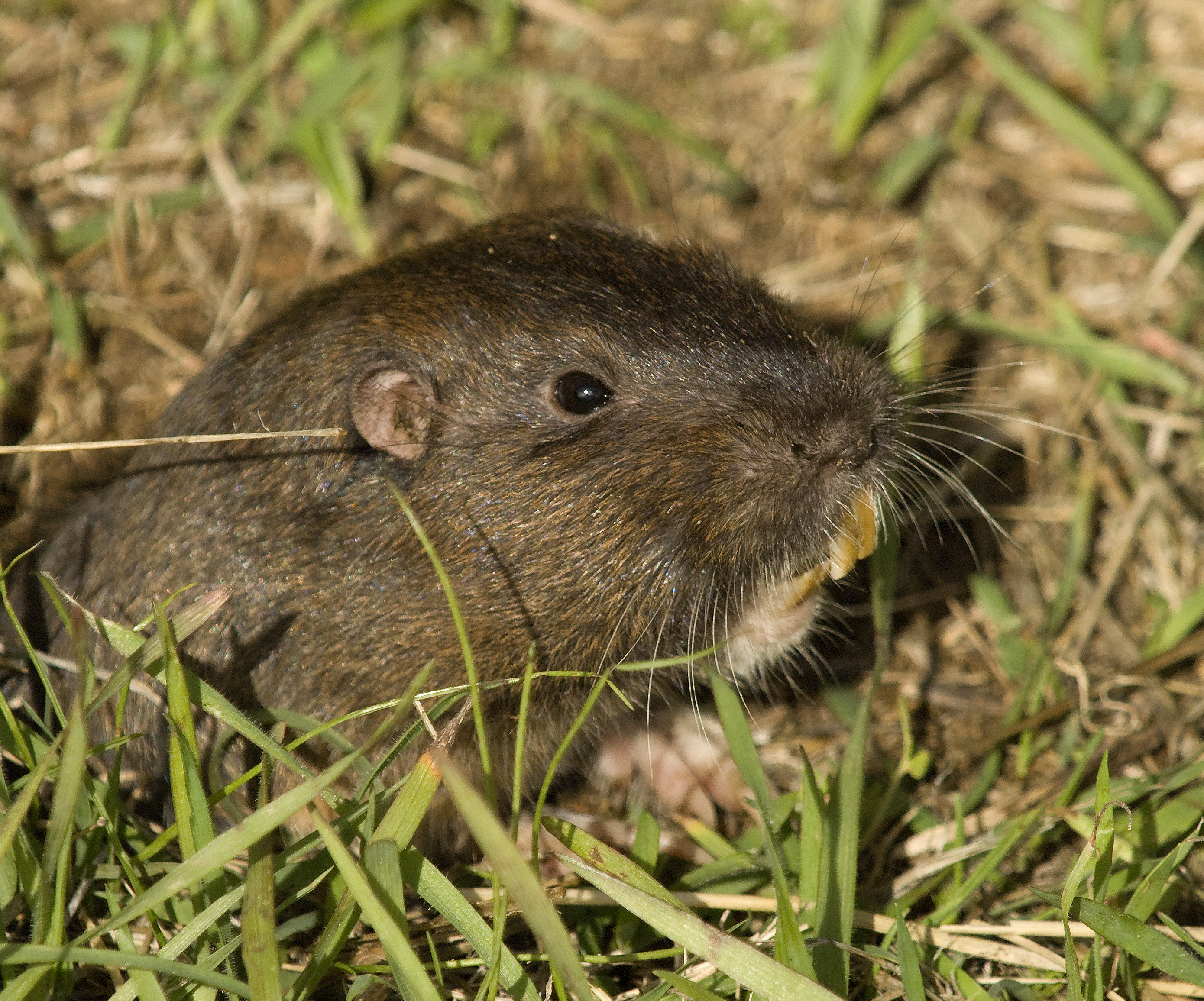
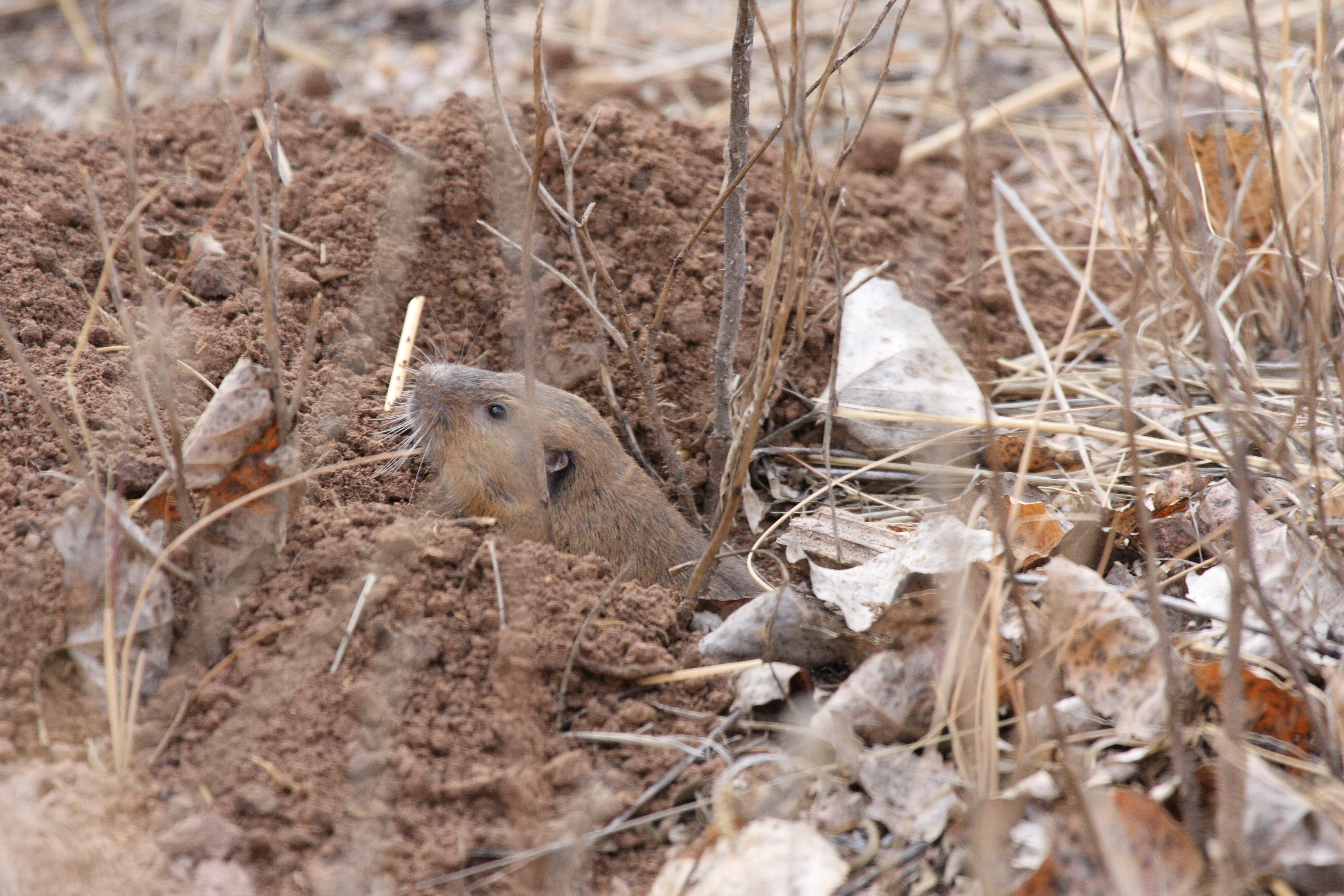